# Scapania spitzbergensis
Scapania spitzbergensis là một loài rêu tản trong họ Scapaniaceae. Loài này được (Lindb.) K. Müller miêu tả khoa học lần đầu tiên năm 1901.